# Battles of Destiny
Battles of Destiny est un jeu vidéo de stratégie sorti en 1992 sur DOS. Il est développé par le studio américain Holistic Design et édité par Quantum Quality Productions. C'est un jeu de stratégie dans la lignée d'Empire de Walter Bright. Il se déroule au tour par tour sur des cartes, représentant la terre ou des mondes fictifs. Sur celles-ci, des villes permettent aux joueurs de produire des unités. Cette production nécessite du temps plutôt que de l'argent, plus une unité étant sophistiqué, plus sa fabrication étant longue. Vingt types d'unités différentes sont disponibles dans le jeu, incluant des unités terrestres, navales et aériennes.